# 凱霍加河
凱霍加河（英語：Cuyahoga River）位于美国的俄亥俄州，这条河因曾经容易着火而闻名。这主要是因为河面上漂浮着石油工业的排放物，因为这条河流受到了时代周刊等媒体的关注，从而促进了环保运动和1972年净水法的通过。